# Lars Åkerlund
Lars Johan Åkerlund, född 10 november 1953 i Solna, är en svensk tonsättare och musiker främst inom elektronisk musik. 
Åkerlund har bland annat studerat musik på Stockholms universitet, Conservatorio del Lioceo, Barcelona och Musikhögskolan i Stockholm. Han var även en av grundarna av Lucky People Center (LPC). 
Åkerlund samarbetade med koreografen Per Jonsson och komponerade musiken till dennes verk Via Styx, Ur och Rivers of Mercury. Med koreografen Björn Elisson och poeten Johanna Ekström har han gjort verken Volt, Sken, Minnesdvärgar och trilogin De allvetande hundarna  och med bildkonstnären Maria Heimer Åkerlund har han gjort musik och ljud till ett flertal verk, såsom Fucking Airplanes, Fun in the Air och Exercis.

## Filmmusik
- 1991 – Il Capitano
- 1997 – En frusen dröm